# ヨルゲン・ラングヘーレ
ヨルゲン・ラングヘーレ（Jørgen Langhelle、1965年8月18日 - 2021年8月3日）は、ノルウェーの俳優。『遊星からの物体X ファーストコンタクト』で探査隊員ラースを演じたことで国外でも認知された。
日本語訳『遊星からの物体X ファーストコンタクト』ではヨルゲン・ラングヘラと表記されている。
2021年8月3日に心不全で死去した。55歳没。

## 出演作品
- パイオニア
- 私立探偵ヴァルグ
- 遊星からの物体X ファーストコンタクト
- ナイト・ウルフ 武装襲撃
- キムと森のオオカミ
- マリアの輝く星